# أندرو دافيلد
أندرو دافيلد (بالإنجليزية: Andrew Duffield)‏ هو كاتب أغاني أسترالي، ولد في 9 فبراير 1958.

## وصلات خارجية
- أندرو دافيلد على موقع IMDb (الإنجليزية)
- أندرو دافيلد على موقع ميوزك برينز (الإنجليزية)
- أندرو دافيلد على موقع ديسكوغز (الإنجليزية)

- الموقع الرسمي